# Hygropoda higenaga
Hygropoda higenaga är en spindelart som först beskrevs av Kishida 1936.  Hygropoda higenaga ingår i släktet Hygropoda och familjen vårdnätsspindlar. Inga underarter finns listade i Catalogue of Life.